# Hevrin Khalaf
Hevrin Khalaf (kurd: Hevrîn Xelef; Al-Malikiyah, 15 de novembre de 1984 – Tell Abyad, 12 d'octubre de 2019) va ser una política i activista social kurda. Formada en enginyeria civil a la Universitat d'Alep el 2009, va ser secretària general del Partit de la Síria del Futur, fundat l'any 2018, on va defensar els drets de les dones i les minories kurda i cristiana. El 12 d'octubre de 2019 va ser lapidada i assasinada a prop de l'autopista M4, al nord de Síria, per la milícia proturca Ahrar al-Sharqiya, en el marc de l'ofensiva turca de Rojava.

## Orígens i educació
Khalaf va néixer el 15 de novembre de 1984 a Al-Malikiyah Va ser descendent de la família Hawar (àrab: هاوار). Al principi de la seva vida, va estar exposada a moviments i pensadors polítics. Quatre dels seus germans i la seva germana Zozan van participar en el moviment d'alliberament kurd; tots van morir com a màrtirs. La seva mare, Sûad, va participar en assemblees amb Abdullah Öcalan i la va influenciar amb les seves experiències. L'any 2009 es va graduar en enginyeria civil a la Universitat d'Alep.

## Carrera
Poc després de graduar-se va tornar a Al-Malikiyah. Quan va començar el conflicte de Rojava, va treballar per a crear institucions que milloressin la societat civil. Va començar a dirigir un dels consells econòmics.va anar guanyant protagonisme al Kurdistan occidental i l'any 2012 es va convertir en una de les fundadores de la Fundació per a la Ciència i el Lliure Pensament.

### Partit de la Síria del Futur
L'any 2016 es va convertir en copresidenta de l'autoritat energètica. Com a militant del Partit de la Síria del Futur va participar en l'administració del nord de Síria després que al 2017 Estat Islàmic prengués la ciutat de Raqqa. Khalaf va participar en negociacions amb els Estats Units, França i altres delegacions i se la coneixia per la seva habilitat en diplomàcia. En aquesta línia, va treballar per augmentar la tolerància i la unitat entre cristians, àrabs i kurds. Aden Al Hendi va descriure l'ètica laboral de Khalaf en política exterior assenyalant que: «Es despertaria a les 5 de la matinada i no deixaria de treballar fins a mitjanit, tant si es tractava de viatjar a la regió de Deir Ezzor, alliberada recentment de l'Estat Islàmic, per tutelar nens i adolescents allà en matemàtiques, o reunir-se amb líders tribals àrabs i ajudar a resoldre les seves nombroses disputes en el seu paper de secretària general del Partit del Futura Síria (PFS). Va personificar la manera com el PFS i el Consell Democràtic de Síria van abordar les moltes diferències entre la gent de la regió». L'any 2018, en el vuitè aniversari de l'esclat de la guerra a Síria va manifestar: «Han passat vuit anys. L'aixecament popular contra la crisi i la lluita dels pobles de Síria s'ha dut a terme amb un gran sacrifici i s'han convertit en una guerra. La crisi duradora a Síria, que ha provocat l'expulsió i l'assassinat de la població, no es pot resoldre sense una solució política».

## Mort

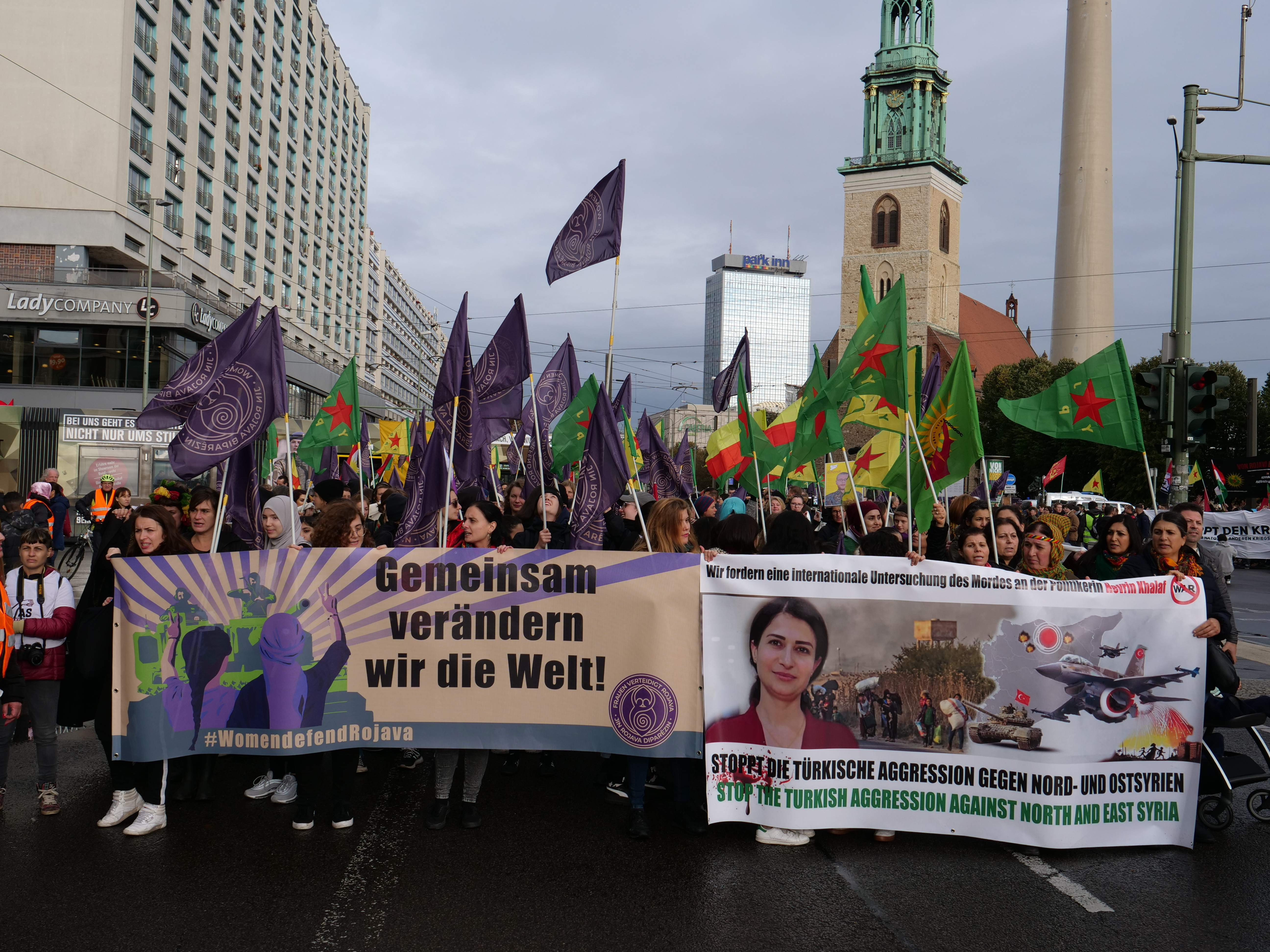
Manifestació a Berlín contra l'operació militar turca, amb una pancarta amb el seu rostre.

El 13 d'octubre de 2019, el periòdic anglès The Daily Telegraph va informar que «funcionaris kurds asseguraven que els combatents rebels havien interceptat un cotxe que transportava a Hevrin Khalaf». Khalaf va ser un dels civils que van morir durant els primers dies de l'operació militar recolzada per Turquia, i l'Observatori Sirià per als Drets Humans va informar que «nou civils van ser executats en diferents moments al sud de la ciutat de Tell Abyad». L'operació militar comptava amb el suport dels islamistes, que van iniciar una campanya de persecució en què es van torturar i executar dones kurdes. L'Exèrcit Exèrcit Nacional de Síria, un grup rebel que lluita al costat de Turquia, va negar la responsabilitat de l'assassinat. La mort de Khalaf va ser una de les moltes de la invasió turca de Rojava, coneguda militarment com a operació Font de Pau, que va començar el 9 d'octubre de 2019.
Segons un informe de l'autòpsia, Khalaf va ser colpejada al cap i a la cama esquerra amb un objecte sòlid. Això li va provocar múltiples fractures òssies a la cama. Aleshores es van utilitzar objectes punxants a la part posterior de les cames. A més, va ser arrossegada pels cabells, cosa que fa que es trenqui juntament amb trossos de carn. Després va rebre un tret al cap una vegada i quatre vegades més al pit.
L'analista kurd Mutlu Civiroglu va expressar al periòdic anglès The Guardian que la mort de Khalaf va ser una «gran pèrdua» i la va descriure com a «talent per a la diplomàcia». El Partit Futura Síria va publicar un comunicat que deia: «Amb el màxim greuges i tristesa, el Partit Futura Síria lamenta el martiri de l'enginyera Hevrin Khalaf, la secretària general del Partit Futura Síria, mentre exercia les seves funcions patriòtiques i polítiques». Khalaf tenia 34 anys en el moment de la mort. Un vídeo que va circular per les xarxes socials mostrava el vehicle tirotejat en el qual, suposadament, viatjava Khalaf amb traductors i altres membres del personal kurd, envoltats pels rebels sirians que rebien suport turc.
Un vídeo de Bellingcat atribueix la causa de la mort als rebels recolzats per Turquia i informa que el grup Ahrar al-Sharqiya està vinculat als assassinats. Tot i que el grup islamista va negar la participació en la seva mort, es van publicar vídeos que al·legaven tot el contrari. Un d'aquests vídeos mostra un cos, cap per avall, que la majoria sospita que és Khalaf amb un soldat turc recolzat sobre ella. Al vídeo, el soldat dona cops de peu al cos i diu «aquest és el cadàver dels porcs».
Segons el periòdic estatunidenc The Washington Post, l'assassinat «gairebé segur que constitueix un crim de guerra, segons el dret internacional». Tot i que grups recolzats per turcs neguen totes les acusacions, s'han filtrat molts vídeos sobre la implicació i complicitat del grup, de manera similar al vídeo que potencialment representava Khalaf. A més, molts grups van rebre instruccions en un lloc de xat xifrat anomenat 'Telegram' per «no publicar cap vídeo filmat durant les batalles perquè distorsiona la nostra reputació».
El seu funeral es va celebrar a Al-Malikiyah el 14 d'octubre de 2019. El gener de 2020, el servei àrab de la BBC va publicar una investigació sobre la mort de Khalaf i va esbrinar que un subgrup de l'Exèrcit Nacional de Síria recolzat per Turquia, l'Ahrar al-Sharqiya, l'havia assassinat extrajudicialment a l'autopista M4, al punt de control de Tirwaziya. El grup insurgent va respondre a la investigació de la BBC que «el grup que va establir el control a la M4 aquell dia ho va fer sense permís. Els que van violar les ordres de la direcció han estat enviats a judici».

## Homenatges i reconeixements
El 21 setembre de 2021 es va inaugurar una plaça, que rep el seu nom, al barri de La Guillotière de la ciutat de Lió.